# Absolute Reggae
Absolute Reggae, kompilation i serien Absolute Reggae udgivet i 1991.

## Spor
1. UB40 – "Red Red Wine"
2. Wayne Wade – "Lady"
3. Inner Circle – "Bad Boys"
4. Steve Kekana – "Raising My Family"
5. Bill Lovelady – "One More Reggae For The Road"
6. Maxi Priest – "Wild World"
7. Steel Pulse – "Taxi Driver"
8. Swing-A-Ling feat. ADL & Papa Dee – "Dangerous"
9. Ziggy Marley & The Melody Makers – "Tomorrow People"
10. Eddy Grant – "I Don't Wanna Dance"
11. Asward – "Don't Turn Around"
12. Grace Jones – "Private Life"
13. Third World – "Now That We've Found Love"
14. Peter Tosh with Mick Jagger – "(You've Gotta Walk) Don't Look Back"
15. UB40 – "Kingston Town"